# Ringina
Ringina antarctica es una especie de araña araneomorfa de la familia Linyphiidae. Es el único miembro del género monotípico Ringina.

## Distribución
Se encuentra en las Islas Crozet en las Tierras Australes y Antárticas Francesas.